# Пушкин, Алесь
Александр Николаевич Пушкин (Алесь Пушкин) (6 августа 1965, Бобр, Минская область — 11 июля 2023, Тюрьма № 1) — белорусский живописец-нонконформист, театральный художник, перформер, арт-куратор, политический заключённый. Член Белорусского Союза художников.

## Биография

### Учёба
В 1978 году, в возрасте 13 лет, поступил в Республиканскую школу-интернат по изобразительному искусству для одарённых детей имени И. О. Ахремчика в класс к Петру Шарыпе. По окончании школы, в 1983 году, продолжил обучение монументально-декоративному искусству в Белорусском государственном театрально-художественном институте.
В 1984 году был призван в ряды Советской армии. Служил в Афганистане. Демобилизовавшись в 1986 году, продолжил учёбу в институте, уже на 2-м курсе. В 1990 году в качестве дипломной работы создал монументальную роспись «История своей школы» в вестибюле Республиканской школы-интерната по изобразительному искусству имени И. О. Ахремчика. Роспись занимала площадь в 215 квадратных метров и существует до настоящего времени. Была выполнена поливинило-ацетатной темперой за полгода. Героями росписи стали Франциск Скорина, Михаил Клеофас Огинский, Адам Мицкевич, Андрей Тарковский, Владимир Высоцкий. За эту работу был принят в Союз художников СССР.

### Общественная деятельность
Помимо активной выставочной деятельности, начавшейся во времена перестройки, Алесь Пушкин принимал активное участие в движении национального возрождения. Это было время возникновения в стране таких молодёжных историко-культурных организаций, как «Толока», занимающихся реставрацией памятников, просветительской деятельностью, касающейся возрождения белорусского языка и национальной символики. В 1988 году, на 4-м курсе института, Алесь Пушкин организовал первый кружок Белорусского Народного Фронта.
Лауреат второй Национальной премии «Хартия’97» в области защиты прав человека в номинации «За смелость в искусстве» (1999).

### Аресты
За участие в организации митинга, приуроченного к осеннему Дню поминовения предков, в 1988 году Алесь Пушкин был арестован на 15 суток. 25 марта 1989 года, во время празднования 71-й годовщины со дня основания Белорусской Народной Республики, Алесь Пушкин осуществил свой первый громкий перформанс. Им стал первый в стране манифест соц-арта, состоящий из написанных им 12 плакатов с содержанием, противоречащим государственной идеологии, планировалось пронести по главному проспекту Минска до площади перед Домом правительства. На одном из плакатов был изображён государственный флаг БССР образца 1951 года и надпись по-белорусски «Досыць „сацыялістычнай“, адродзім народную Беларусь!» («Хватит „социалистической“, возродим народную Беларусь!»). Колонне удалось пройти только от Театрального института до Дома печати, где художник был арестован в числе остальных 130 человек. В то время Алесь Пушкин публично заявлял, что мечтает о Белоруссии «без евреев и коммунистов», что было резко негативно воспринято значительной частью евреев Беларуси. Позже, в 1990-х годах, художник говорил, что мечтает о Белоруссии с евреями и коммунистами.
Власти отреагировали кампанией против художника в прессе, а 31 марта 1989 года Президиум Верховного Совета БССР указом внёс изменения в Административный кодекс: усилилась ответственность за использование незарегистрированной символики — флагов, эмблем и вымпелов. Алесю Пушкину было присуждено два года условно и пять лет поражения в правах.
За первый перформанс в 1989 г. был осуждён на два года условно, затем — ещё более десятка перформансов. Самый известный из них — «Гной для прэзідэнта» (1999 г.), во время которого Алесь Пушкин перевернул тележку с навозом перед администрацией Александра Лукашенко. За этот перформанс художник был приговорён к двум годам лишения свободы условно.

### Витебский период
По окончании института получил распределение на работу в витебском Художественном комбинате. Со временем, найдя помещение под собственную мастерскую, занялся подготовкой выставки «Соц-арт. Декларативное искусство». Выставке предшествовали перформансы «7 ноября», «Витебск за решёткой», «Весна», «Вольность», «Любовь». Очередной манифест соц-арта был продекларирован 25 марта 1991 года, в День Воли, когда Алесь Пушкин совершил следующий перформанс: проехал по Витебску под звуки духового оркестра на осле, с голубем в руках. Далее голубь был выпущен со словами: «Он принесёт нам свободу!».
23 марта 1993 года в Витебске художник открыл одну из первых в стране частных некоммерческих галерей современного искусства «У Пушкина», которая просуществовала до 1997 года. Галерея занимала площадь около 50 квадратных метров и располагалась недалеко от Музея Марка Шагала. Также Алесь Пушкин оформлял сцену и был автором эскизов костюмов к 7 Международному фестивалю современной хореографии, (Витебск, 1994 год). Занимался сценографией в Белорусском драматическом театре имени Якуба Коласа. Оформил спектакли «Король Лир» У. Шекспира (режиссёр В. Маслюк, 1993-94), «Фрёкен Юлия» Ю. А. Стриндберга (режиссёр А. Гришкевич, 1997) и «Полковнику никто не пишет» Г. Г. Маркеса (2001).

### Роспись храмов
Параллельно деятельности в Витебске осуществлял реставрацию и обновление храмовых росписей в могилёвском Костёле Святого Станислава (ныне Собор Успения Девы Марии). В настоящее время некоторые фрески удалены по политическим мотивам. Героями росписи выступали многие известные белорусские политические и церковные деятели, в том числе опальный Зенон Позняк.
В 1996 году сделал монументальные росписи стен православной церкви в родной деревне Бобр, восстановленной после разрушения в 1936 году. В этой церкви в 1997 году Алесь Пушкин обвенчался со своей женой Яниной. Тематика росписи в эпизоде Судный день вновь носила политическую окраску. По правую руку Христа были нарисованы праведники, по левую — грешники. Ангел трубил в горн. Лица грешников имели сходство с реальными людьми, а именно с митрополитом Филаретом и президентом Беларуси Александром Лукашенко. После того, как фреску показали в телепрограмме РТР «Вести недели» в 2005 году, церковные власти направили в Бобр протоиерея Минской епархии Николая Коржича, под надзором которого скандальная часть росписи стены была замазана. Эта деревянная церковь после освящения её митрополитом Филаретом сгорела 17 февраля 2011 года. Теперь церковь восстанавливается уже из кирпича.

### Политическое преследование (2021)
26 марта 2021 года Генеральная прокуратура Беларуси возбудила уголовное дело в отношении художника за показ портрета деятеля антисоветского подполья Евгения Жихаря на выставке в гродненском Центре городской жизни. Прокуратура увидела в этом «реабилитацию нацизма». Алесь Пушкин узнал про уголовное дело, но не отменил рейс из Украины, где у него была выставка, и вечером того же дня вернулся домой. Ночью в его мастерской прошёл обыск. 29 марта Алеся Пушкина уволили из «Белреставрации». На следующий день его арестовали. 6 апреля 2021 года совместным заявлением восьми организаций, в том числе Правозащитного центра «Весна», Белорусской ассоциации журналистов, Белорусского Хельсинкского комитета, Белорусского ПЕН-центра, Пушкин был признан политическим заключённым. 30 апреля 2021 года шефство над политзаключённым взяла Камилла Хансен, депутат Риксдага.
30 марта 2022 года художника приговорили к пяти годам колонии. 11 июля 2023 года администрация тюрьмы № 1 города Гродно, где содержался оппозиционер, сообщила о его смерти.
По некоторым сведениям, у Алеся Пушкина была прободная язва, ему вовремя не оказали медицинскую помощь в тюрьме, и он умер в больнице вскоре после операции.